# Villedômain
Villedômain település Franciaországban, Indre-et-Loire megyében. Lakosainak száma 127 fő (2022. január 1.). Villedômain Châtillon-sur-Indre, Écueillé, Préaux, Saint-Médard, Loché-sur-Indrois és Nouans-les-Fontaines községekkel határos.

## Népesség
A település népessége az elmúlt években az alábbi módon változott:
| Lakosok száma | 234  | 124  | 117  | 117  | 127  | 118  | 115  | 119  | 121  | 127  |
|               | 1968 | 1982 | 1990 | 2006 | 2013 | 2015 | 2017 | 2019 | 2020 | 2022 |